# Buada-lagúna
A Buada-lagúna egy kisméretű, édesvizű és lagúnaszerű tó Nauru szigetén, mely mérete ellenére az ország legnagyobb tava. Tengerszint feletti magassága 60 méter, a tó közelében van az ország legmagasabb pontja (65 méter). A tó átlagos mélysége mindössze 2-3 méter. A tavon nincs sziget. A tó Buada körzetben helyezkedik el.

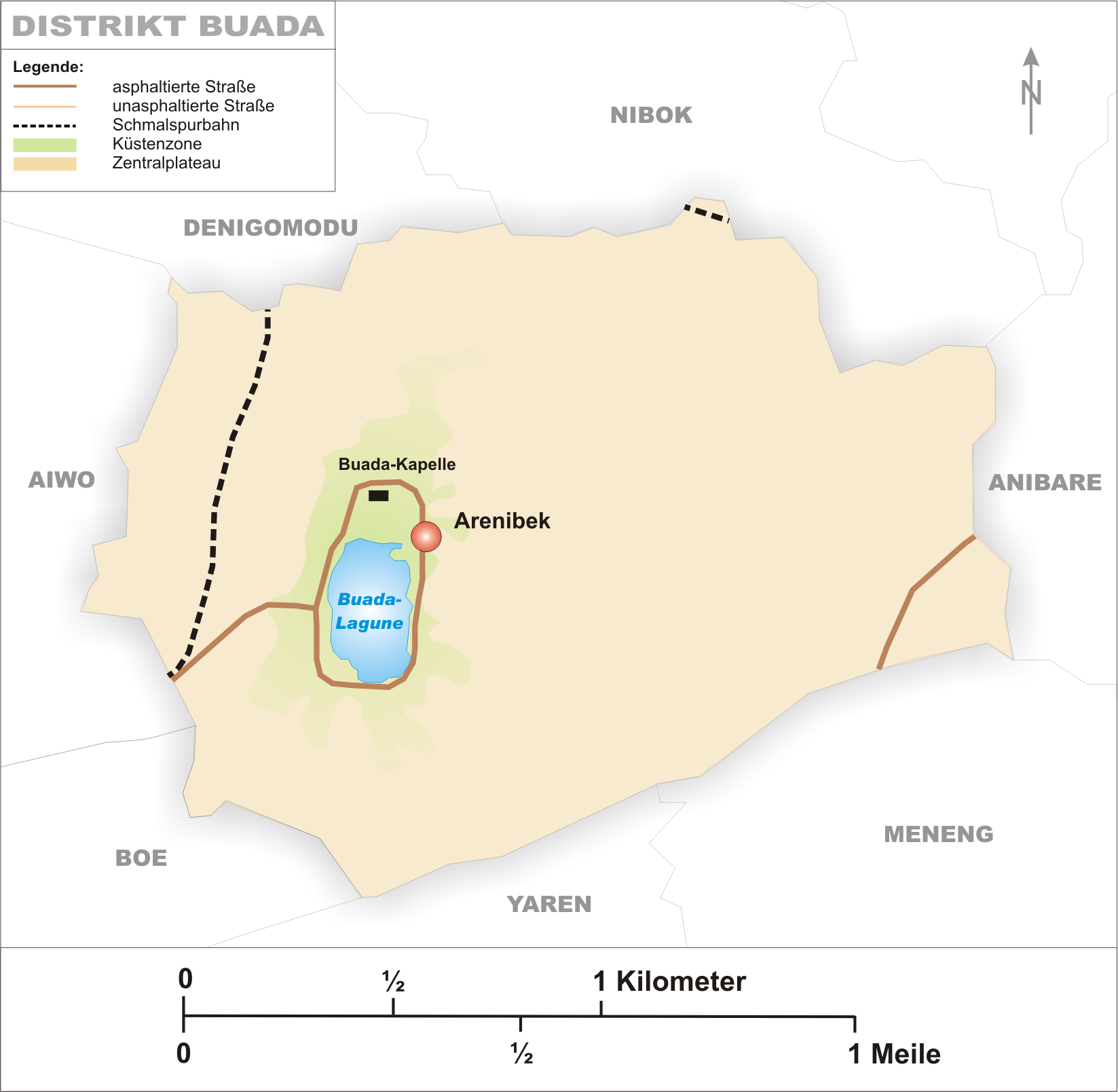
Buada körzet térképe
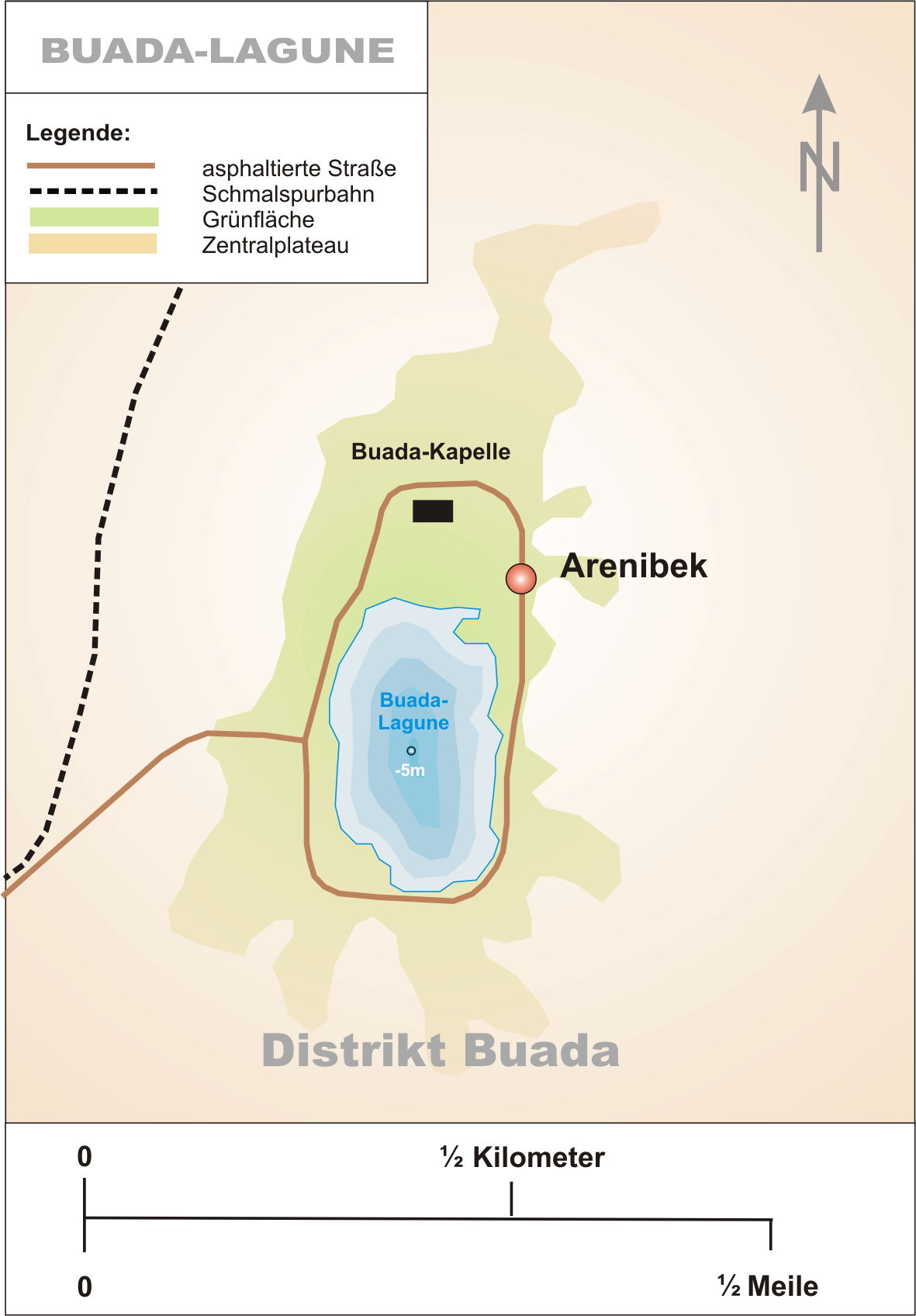
A tó földrajzi elhelyezkedése
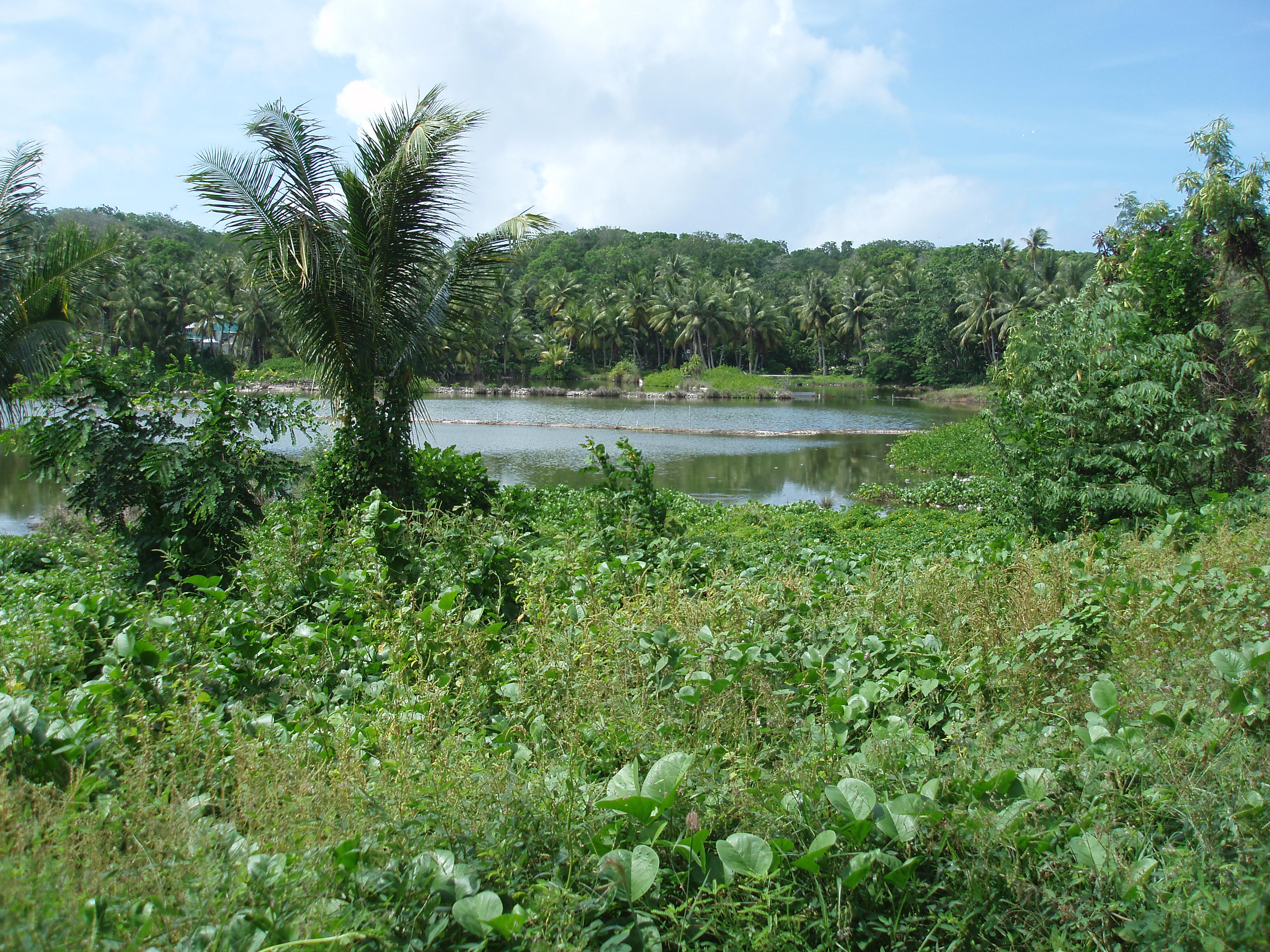
A tó környékén sűrű a növényzet

## Fordítás
- Ez a szócikk részben vagy egészben  a   Buada Lagoon című angol Wikipédia-szócikk ezen változatának fordításán alapul.  Az eredeti cikk szerkesztőit annak laptörténete sorolja fel. Ez a jelzés csupán a megfogalmazás eredetét és a szerzői jogokat jelzi, nem szolgál a cikkben szereplő információk forrásmegjelöléseként.